# Oštarije
Oštarije so naselje s 1300 prebivalci (2021) na Hrvaškem, ki upravno spada v občino Josipdol Karlovške županije.
Naselje leži okoli 6 km jugovzhodno od Ogulina na nadmorski višini 316 m. Blizu naselja se od železniške proge Zagreb-Reka odcepi krak tako imenovane Ličke proge Gospič-Knin. O zgodnji naselitvi tega področja nam pripoveduje najdba rimskega žrtvenika. V srednjem veku se je kraj imenoval Otok, pa tudi Otočac, danes pa se sosenja vas imenuje Otok Oštarijski. V starih listinah se omenja leta 1486 v Modruškem urbarju kot kraj, kjer se popotniki ustavijo v gostišču, predpostavlja se, da je današnje ime naselje dobilo po gostišču (ital. osteria; gostilna, gostišče). Tu je Stjepan III. Modruški, ban Hrvaške in Dalmacije, dal okoli leta 1450 postaviti mogočno cerkev Blažene Djevice Marije od Čudesa, katera je  leta 1460 krajši čas, ob preselitvi Krbavske škofije iz Krbave v Modruš, služila kot stolnica. V 16. stoletju se je vas imenovala Svetice. Leta 1521 so jo porušili Turki.  Pri rušenju je bila zelo poškodovana tudi cerkev, ki je bila nato obnovljena šele v 20. stoletju, ko je dobila tudi današnji izgled. Ob cerkvi stoji 76 m dolg kamniti   Marmontov most imenovan po francoskem maršalu Marmontu .

## Demografija
| Pregled števila prebivalcev po letih | Pregled števila prebivalcev po letih | Pregled števila prebivalcev po letih | Pregled števila prebivalcev po letih | Pregled števila prebivalcev po letih | Pregled števila prebivalcev po letih | Pregled števila prebivalcev po letih | Pregled števila prebivalcev po letih | Pregled števila prebivalcev po letih | Pregled števila prebivalcev po letih | Pregled števila prebivalcev po letih | Pregled števila prebivalcev po letih | Pregled števila prebivalcev po letih | Pregled števila prebivalcev po letih | Pregled števila prebivalcev po letih |      |      |
| ------------------------------------ | ------------------------------------ | ------------------------------------ | ------------------------------------ | ------------------------------------ | ------------------------------------ | ------------------------------------ | ------------------------------------ | ------------------------------------ | ------------------------------------ | ------------------------------------ | ------------------------------------ | ------------------------------------ | ------------------------------------ | ------------------------------------ | ---- | ---- |
| 1857                                 | 1869                                 | 1880                                 | 1890                                 | 1900                                 | 1910                                 | 1921                                 | 1931                                 | 1948                                 | 1953                                 | 1961                                 | 1971                                 | 1981                                 | 1991                                 | 2001                                 | 2011 | 2021 |
| 2645                                 | 2307                                 | 2213                                 | 2323                                 | 2228                                 | 2071                                 | 1960                                 | 2090                                 | 1904                                 | 1964                                 | 1860                                 | 1867                                 | 1633                                 | 1557                                 | 1407                                 | 1444 | 1300 |